# Фернандо Љоренте
Фернандо Љоренте Торес (шп. Fernando Llorente Torres; Памплона, 26. фебруар 1985) је бивши шпански фудбалер који је играо на позицији нападача. За шпанску репрезентацију наступао је од 2008. до 2013. године. Његов надимак је Краљевски Лав (шп. El Rey León). Са репрезентацијом Шпаније је освојио Европско првенство 2008. играно у Аустрији и Швајцарској и Светско првенство 2010. у Јужноафричкој Републици.

## Највећи успеси

### Атлетик Билбао
- Лига Европе : финале 2011/12.

### Јувентус
- Првенство Италије (2) : 2013/14, 2014/15.
- Куп Италије (1) : 2014/15.
- Суперкуп Италије (2) : 2013, 2015.
- Лига шампиона : финале 2014/15.

### Севиља
- Лига Европе (1) : 2015/16.